# Diocesi di Sozopoli di Emimonto
La diocesi di Sozopoli di Emimonto (in latino:  Dioecesis Sozopolitana in Haemimonto) è una sede soppressa e sede titolare della Chiesa cattolica.

## Storia
Sozopoli di Emimonto, corrispondente alla città di Sozopol nell'odierna Bulgaria, è un'antica sede vescovile della provincia romana dell'Emimonto nella diocesi civile di Tracia. Faceva parte del Patriarcato di Costantinopoli ed era suffraganea dell'arcidiocesi di Adrianopoli.
Sono cinque i vescovi documentati di Sozopoli nel primo millennio cristiano. Atanasio prese parte al concilio di Efeso del 431. Pietro partecipò al terzo concilio di Costantinopoli nel 680. Eutimio assistette al secondo concilio di Nicea nel 787. Ignazio partecipò al Concilio di Costantinopoli dell'879-880 che riabilitò il patriarca Fozio di Costantinopoli. La sigillografia infine ha restituito i nomi di altri tre vescovi, Germano, Stefano e Giovanni, vissuti tra IX e XI secolo.
Dal XIX secolo Sozopoli di Emimonto è annoverata tra le sedi vescovili titolari della Chiesa cattolica; la sede è vacante dal 19 ottobre 2023.

## Cronotassi

### Vescovi greci
- Atanasio † (menzionato nel 431)
- Pietro † (menzionato nel 680)
- Eutimio † (menzionato nel 787)
- Ignazio † (menzionato nell'879)
- Germano † (IX-X secolo)[1]
- Stefano † (X-XI secolo)[2]
- Giovanni † (X-XI secolo)[3]

### Vescovi titolari
I vescovi di Sozopoli di Emimonto appaiono confusi con i vescovi di Sozopoli di Pisidia perché nelle fonti citate le cronotassi delle due sedi non sono distinte.
- Esprit-Marie-Joseph Florens, M.E.P. † (29 giugno 1810 - 30 marzo 1834 deceduto)
- Armand-François-Marie de Charbonnel, O.F.M.Cap. † (1º ottobre 1869 - 25 marzo 1891 deceduto)
- Theodor Kappenberg † (27 aprile 1914 - 12 settembre 1920 deceduto)
- Jean-Baptiste Nguyễn Bá Tòng † (10 gennaio 1933 - 11 luglio 1949 deceduto)
- Pierre Marie Phạm Ngọc Chi † (3 febbraio 1950 - 24 novembre 1960 nominato vescovo di Quy Nhơn)
- Francis Carroll, S.M.A. † (20 dicembre 1960 - 14 gennaio 1964 nominato arcivescovo titolare di Gabula)
- Josyf Holovač † (16 gennaio 1991 - 18 giugno 2000 deceduto)
- Stephan Ackermann (14 marzo 2006 - 8 aprile 2009 nominato vescovo di Treviri)
- Philippos Stephanos Thottathil (25 gennaio 2010 - 5 agosto 2017 nominato eparca di Santa Maria Regina della Pace)
- Roberto Pío Álvarez (28 novembre 2017 - 19 ottobre 2023 nominato vescovo di Rawson)